# Samuel Hans Adler
Samuel Hans Adler (Mannheim, 4 de março de 1928) é um compositor e maestro estadunidense.
Adler nasceu na Alemanha, de uma família judaica, filho de Hugo Chaim Adler, um cantor, e de Selma Adler. A famíia mudou-se para os Estados Unidos em 1939, onde Hugo tornou-se cantor da sinagoga em Worcester (Massachusetts). Samuel seguiu seu pai na profissão musical, estudando na Universidade de Boston e na Universidade Harvard, onde estudou com Aaron Copland, Paul Hindemith, Paul Pisk, Walter Piston e Randall Thompson). Em 1949 ele estudou regência com Serge Koussevitzky.
Em 1950, após sair do colégio, Adler foi chamado para servir pelo 2° exército Armado dos Estados Unidos. Durante esse tempo, fumou a Orquestra Sinfônica do 7° exército (1952) em Stuttgart, com intuito de compartilhar a herança cultural da América e da Europa pós Segunda Guerra Mundial.
Após o serviço militar, foi oferecida a ele uma posição de maestro, na vaga de Leonard Bernstein na Universidade Brandeis, mas em vez disso, ele aceitou a função de diretor musical do Templo Emanu-El, em Dallas, cujo rabino, Levi Olan, era amigo de sua família. No templo de Dallas ele formou um coral de crianças e um coral de adultos, que teriam posteriormente um importante papel no serviço religioso. Em 1966 ele deixou Dallas, quando aceitou um convite da Escola de Música Eastman, em Rochester (Nova Iorque), para ensinar composição e regência. Permaneceu na escola até 1994.
É autor de três livros: Choral Conducting, Sight Singing e The Study of Orchestration. Também contribuiu para numerosos artigos em revistas e livros dos Estados Unidos.
Desde 1997, é professor de composição na Juilliard School, em Nova Iorque.